# Його фотографія в газетах
Його фотографія в газетах (англ. His Picture in the Papers) — американська кінокомедія режисера Джона Емерсона 1916 року.

## Сюжет
Піт Пріндл, син Протеуса, виробника вегетаріанських продуктів харчування, бажає одружитися з Христиною Кадваладер. Вона згодна. Однак Протеус і батько Христини Кассій проти цього шлюбу, оскільки вважають, що Піт ледачий і мало приносить користі для компанії свого батька. Протеус призводить синові в приклад його сестер, фото яких помістили на першій смузі газети, де вони рекламували вегетаріанську продукцію свого батька. Піт заради шлюбу з Христиною готовий вчинити будь-який вчинок, щоб потрапити на перші шпальти нью-йоркських газет. Він намагається з усіх сил: підробляє автомобільну аварію, але це подія мало зацікавила газетярів і Піт отримав в пресі лише пару рядків згадки без фото; виграє матч з боксу, але змагання були незаконно влаштованими й закінчилися нальотом поліції. І тільки коли він врятує людей від неминучої залізничної катастрофи, його ім'я і фото прогримить з усіх перших смуг нью-йоркських газет.

## У ролях
- Дуглас Фербенкс — Піт Пріндл
- Кларенс Гендісайд — Протеус Пріндл
- Лоретта Блейк — Христина Кадваладер
- Джин Темпл — Перл Пріндл
- Чарльз Батлер — Кассій Кадваладер
- Гомер Хант — Мелвілль
- Хелена Руппорт — Ольга
- Еріх фон Штрогейм — одноокий бандит